# Józef Ignaczak
Józef Ignaczak (ur. 24 stycznia 1935 w Pabianicach, zm. 8 grudnia 2022 w Warszawie) – polski mechanik teoretyczny i matematyk, profesor nauk technicznych. Specjalizował się w mechanice ośrodków ciągłych, a szczególnie w teorii sprężystości i termosprężystości. Profesor w Instytucie Podstawowych Problemów Techniki PAN.

## Życiorys
Tytuł magistra matematyki uzyskał na Uniwersytecie Warszawskim w 1957 roku; stopień doktora w IPPT PAN w 1960 r., pod kierunkiem prof. Witolda Nowackiego (na podstawie rozprawy pt. „Niektóre przypadki koncentracji naprężeń cieplnych”), a habilitację w 1963 r. na podstawie pracy pt. „Zagadnienie zupełności dla naprężeniowych równań ruchu w liniowej teorii sprężystości”. W 1972 r. został mu nadany tytuł profesora nauk technicznych. W latach 1957–1964 pracował jako asystent, starszy asystent i adiunkt w Polskiej Akademii Nauk. W 1964 był adiunktem, w 1972 profesorem nadzwyczajnym, a od 1983 do 2005 profesorem Polskiej Akademii Nauk. Był również pracownikiem naukowym Brown University (1961–1962), starszym wykładowcą na Uniwersytecie Monash (1961–1969) i Uniwersytecie Ibadan w Nigerii (1974–1975) oraz profesorem wizytującym na Uniwersytecie w Neapolu (1985 i 1986), Uniwersytecie Flinders (1990) i Rochester Institute of Technology (1993, 1994–1995, 1998). Był członkiem Amerykańskiego Towarzystwa Matematycznego, Towarzystwa Planetarnego, Acoustical Society of America, Nowojorskiej Akademii Nauk oraz redaktorem-konsultantem czasopisma Contemporary Who's Who wydawanego przez American Biographical Instytut. Od 1978 roku był członkiem kolegium redakcyjnego Journal of Thermal Stresses. Wypromował ośmiu doktorantów. Większa część jego pracy naukowej skierowana była na rozwój elastodynamiki liniowej oraz termosprężystości dynamicznej klasycznej i nieklasycznej sprzężonej. Ta praca obejmuje 4 książki i ponad 100 artykułów naukowych opublikowanych w latach 1957–2021. Do jego najważniejszych osiągnięć należy naprężeniowy opis liniowej elastodynamiki, w którym równanie elastodynamiki Ignaczaka nosi jego imię. Został odznaczony Złotym Krzyżem Zasługi w 1974 roku oraz Krzyżem Kawalerskim Orderu Odrodzenia Polski w 1983 roku. Otrzymał nagrody Twentieth Century Achievement Award, Prezydencką Pieczęć Honorową i Platynową Płytę za Wyjątkowe Osiągnięcia od Amerykańskiego Instytutu Biograficznego (ABI) w 1996 r.; Honorary Achievement Award z USA Symposium TS1997 na temat Naprężeń Termicznych w 1997 r., 2000-Millennium Medal of Honor od ABI w 1998 r. oraz Medal 50-lecia IPPT PAN w 2002 r. Specjalne sympozjum z okazji jego 70. urodzin zorganizowano podczas 7. Międzynarodowego Kongresu Naprężeń Cieplnych w Tajpej (Taiwan) w 2007 r. Był także członkiem Międzynarodowego Komitetu Kongresów Naprężeń Cieplnych w Hamamatsu (1995), Rochester (1997), Osace (2001), Blacksburg (2003), Wiedniu (2005), Urbana-Champaign (2009) i Nankinie (2013).

## Wybrane prace
- J. Ignaczak, Termosprężystość ze skończonymi prędkościami falowymi. Najnowsze Osiągnięcia Nauki. [Advances in Science] Zakład Narodowy im. Ossolińskich—Wydawnictwo Polskiej Akademii Nauk (Ossolineum), Wrocław, 1989.
- R.B. Hetnarski and J. Ignaczak, Mathematical Theory of Elasticity, Taylor & Francis, New York, 2004, 2011.
- J. Ignaczak and M. Ostoja-Starzewski, Thermoelasticity with Finite Wave Speeds , Oxford University Press (2009), ISBN 978-0-19-954164-5
- M.R. Eslami, R.B. Hetnarski, J. Ignaczak, N. Noda, N. Sumi, Naobumi and Y. Tanigawa. Theory of Elasticity and Thermal Stresses. Explanations, Problems and Solutions. Solid Mechanics and its Applications, 197. Springer, Dordrecht, 2013, ISBN 978-94-007-6355-5